# تاكسلانت
تاكسلانت بلدة وبلدية تابعة لدائرة أولاد سي سليمان في ولاية باتنة بالجزائر.

## أعلام
- الطيب بوزيد
- مريم مباركي ( مركوندة أوراس )